# 레나 포르센
레나 포르센(스웨덴어: Lena Forsén, 1951년 3월 31일 ~ )은 스웨덴의 모델이다. 1972년 11월에 발행된 잡지 《플레이보이》에서 렌나 셰외블롬(Lenna Sjööblom)이라는 이름의 플레이메이트로 등장하였다. 그녀의 센터폴드는 드와이트 후커가 사진을 찍었다.
우디 앨런의 1973년 코미디 《슬리퍼》에서 우디의 캐릭터 마일스 몬로는 200년 동안 냉동 보존된 뒤 다시 살아났으며, 여러 20세기 인공물들 볼 것을 요청받는다. 그것들 중 하나가 Söderberg의 센터폴드이다. 마일스는 학습을 이유로 그것을 간직하기로 마음먹는다.
그녀의 센터폴드의 단면(레나로 알려짐)은 디지털 화상 처리의 알고리즘을 테스트하는데 종종 사용된다.

## 같이 보기
- 표준 시험 영상
- 레나